# Trevesia lateospina
Trevesia lateospina là một loài thực vật có hoa trong Họ Cuồng. Loài này được Jebb miêu tả khoa học đầu tiên năm 1998 publ. 1999.